# Julian Schwinger
Julian Seymour Schwinger (12. února 1918 – 16. července 1994) byl americký teoretický fyzik. Formuloval teorii renormalizace a postuloval fenomén elektrono-positronových párů známý jako Schwingerův efekt. Spolu s Richardem Feynmanem a Šin’ičiró Tomonagou byl v roce 1965 oceněn Nobelovou cenou za fyziku za jeho práci v oblasti kvantové elektrodynamiky (QED).